# Remigia repandella
Remigia repandella là một loài bướm đêm trong họ Erebidae.